# Округ Нејтрона (Вајоминг)
Нејтрона (енгл. Natrona County) је округ у америчкој савезној држави Вајоминг.

## Демографија
По попису из 2010. године број становника је 75.450, што је 8.917 (13,4%) становника више него 2000. године.
| Група             | 2000.          | 2010.          |
| Белци             | 61.023 (91,7%) | 67.191 (89,1%) |
| Афроамериканци    | 505 (0,8%)     | 665 (0,9%)     |
| Азијати           | 277 (0,4%)     | 510 (0,7%)     |
| Хиспаноамериканци | 3.257 (4,9%)   | 5.231 (6,9%)   |
| Укупно            | 66.533         | 75.450         |